# 디옥시당

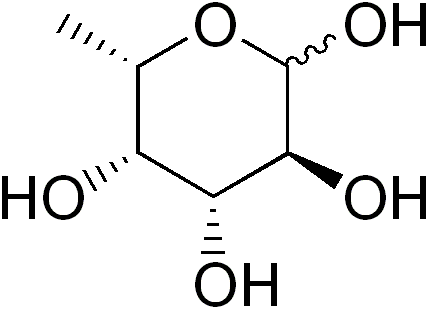
푸코스

람노스

디옥시당(영어: Deoxy sugar)은 하이드록실기가 수소 원자로 치환된 당이다.
디옥시당의 예는 다음과 같다.
- 디옥시리보스(또는 2-디옥시-D-리보스)는 DNA의 구성성분이다.
- 푸코스(또는 6-디옥시-L-갈락토스)는 갈조류의 푸코이단(fucoidan)의 주성분이며, N-결합 글리칸에서 발견된다.
- 람노스(또는 6-디옥시-L-만노스)는 식물의 다당류에서 발견된다.